# Переработанное мясо

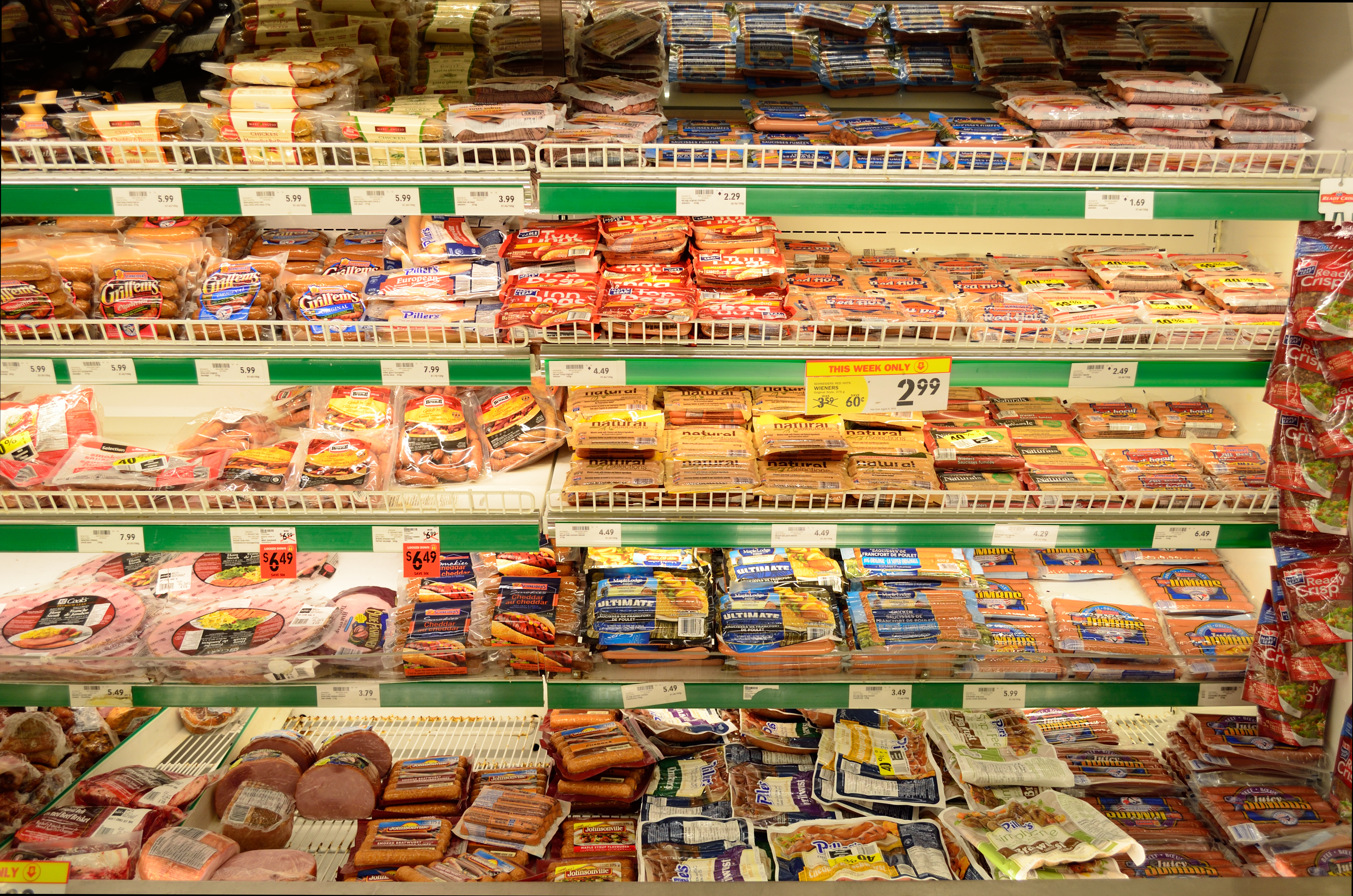
Различные виды переработанного мяса на витрине в магазине

Переработанное мясо — любое мясо, обработанное с целью улучшения его вкуса или продления срока годности. Методы обработки мяса включают соление, вяление, ферментацию, копчение и добавление химических консервантов. Переработанное мясо чаще всего изготавливается из свинины или говядины, а также из птицы и других видов мяса. Оно может содержать мясные субпродукты, такие как кровь. К переработанным мясным продуктам относятся бекон, ветчина, колбасы, салями, солонина, вяленое мясо, хот-доги, мясные закуски, мясные консервы, куриные наггетсы и мясные соусы. Переработка мяса включает в себя все процессы, которые изменяют свежее мясо, за исключением простых механических процессов, таких как резка, измельчение или смешивание.
Переработка мяса началась, как только люди поняли, что варка и соление помогают сохранить свежее мясо. Неизвестно, когда это произошло, однако процесс соления и вяления на солнце был описан ещё в Древнем Египте, а использование льда и снега приписывается ранним римлянам, а консервирование было изобретено Николя Аппером, который в 1810 году получил премию за своё изобретение от французского правительства. Медицинские организации рекомендуют людям ограничить потребление переработанного мяса, поскольку оно увеличивает риск развития некоторых форм рака, сердечно-сосудистых заболеваний и болезни Альцгеймера.

## Определение
Американский институт исследований рака и Всемирный фонд исследований рака определяют переработанное мясо как «мясо, консервированное путём копчения, вяления, соления или добавления химических консервантов».
В «Энциклопедии мясных наук» переработанное мясо определяется как «любое мясо, консервированное путём копчения, вяления, соления или добавления химических консервантов; примерами служат бекон, салями, сосиски, хот-доги, готовые деликатесы или мясные деликатесы».

## Консерванты

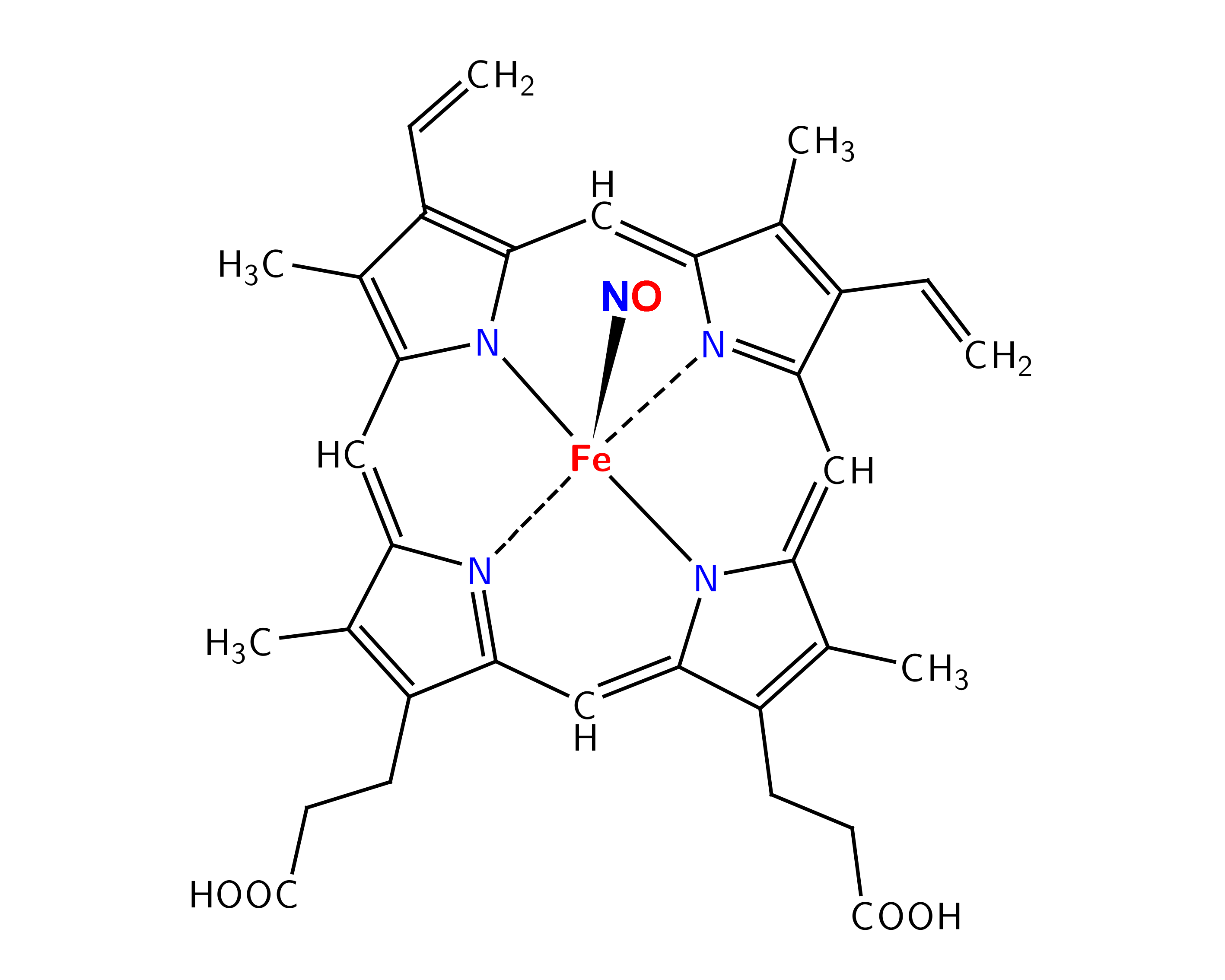
Нитрозилгем

Нитрат и нитрит натрия, содержащиеся в обработанном мясе, могут превращаться в организме человека в нитрозамины, которые могут быть канцерогенными, вызывая мутации в клетках толстой кишки, что приводит к образованию опухолей и, в конечном итоге, к раку. Обработанное мясо более канцерогенно по сравнению с необработанным красным мясом из-за обилия мощных молекул нитрозилгема, образующих N-нитрозосоединения (нитрозамины).
Основной проблемой, связанной с нитритом натрия, является нитрозирование/нитрозилирование — образование канцерогенных нитрозосоединений в мясе, содержащем нитрит натрия или нитрат калия, особенно нитрозилгема. Помимо нитрозилгема, канцерогенные нитрозамины могут образовываться в результате реакции нитрита с вторичными аминами в кислой среде (например, в желудке человека), а также в процессе консервирования мяса.
Нитраты и нитриты потребляются как с растительной, так и с животной пищей. 80 % потребляемых человеком нитратов приходится на овощи, особенно листовые и корнеплоды, такие как шпинат и свёкла. Некоторая часть нитратов в организме человека преобразуется в нитриты. Управление по санитарному надзору за качеством пищевых продуктов и медикаментов США (FDA) классифицирует нитраты и нитриты как в целом признанные безопасными (GRAS) и не обладающие прямыми канцерогенными свойствами. Тем не менее, при взаимодействии нитратов или нитритов с определёнными компонентами мяса, такими как гемовое железо, амины и амиды, они могут образовывать нитрозосоединения, что может способствовать связи между потреблением переработанного мяса и более высокой частотой развития колоректального рака.

## Влияние на здоровье
Международное агентство по изучению рака (МАИР) при Всемирной организации здравоохранения (ВОЗ) относит переработанное мясо к Категории 1 (канцерогенные для человека), поскольку МАИР обнаружило достаточно доказательств того, что употребление переработанного мяса человеком вызывает колоректальный рак.
В докладе Американского института исследований рака и Всемирного фонда исследований рака за 2016 год было установлено, что употребление переработанного мяса также увеличивает риск рака желудка.
В 2020 году Американское онкологическое общество заявило, что «неизвестно, существует ли безопасный уровень потребления красного или переработанного мяса. В отсутствие таких знаний, признавая, что степень повышенного риска не определена, ACS рекомендует чаще употреблять в пищу белковые продукты, такие как рыба, птица и бобы, чем красное мясо, а тем, кто употребляет переработанное мясо, делать это умеренно или вообще не употреблять».
Обзор эпидемиологических исследований также показал, что употребление переработанного мяса связано с повышенным риском болезни Альцгеймера, сердечно-сосудистых заболеваний, рака желудка, рака полости рта, инсульта и диабета 2 типа.
Был проведен систематический обзор и метаанализ 148 опубликованных статей по изучению потребления красного мяса и мясных продуктов в связи с заболеваемостью раком. Потребление мясных продуктов значительно коррелировало с повышением риска рака груди на 6 %, повышением риска колоректального рака на 18 %, повышением риска рака толстой кишки на 21 %, повышением риска рака прямой кишки на 22 % и повышением риска рака легких на 12 %.